# Чиполлетті
Чиполле́тті (ісп. Cipolletti) — місто в аргентинській провінції Ріо-Негро, розташоване на березі річки Неукен, на невеликій відстані від міста Хенераль-Рока. На іншому березі річки розташоване місто Неукен, столиця провінції Неукен, з яким Чиполетті сполучає залізничний та автомобільний міст. Разом з Неукеном, Чиполетті входить до агломерації Неукен-Плотт'єр-Чиполлетті.

## Історія

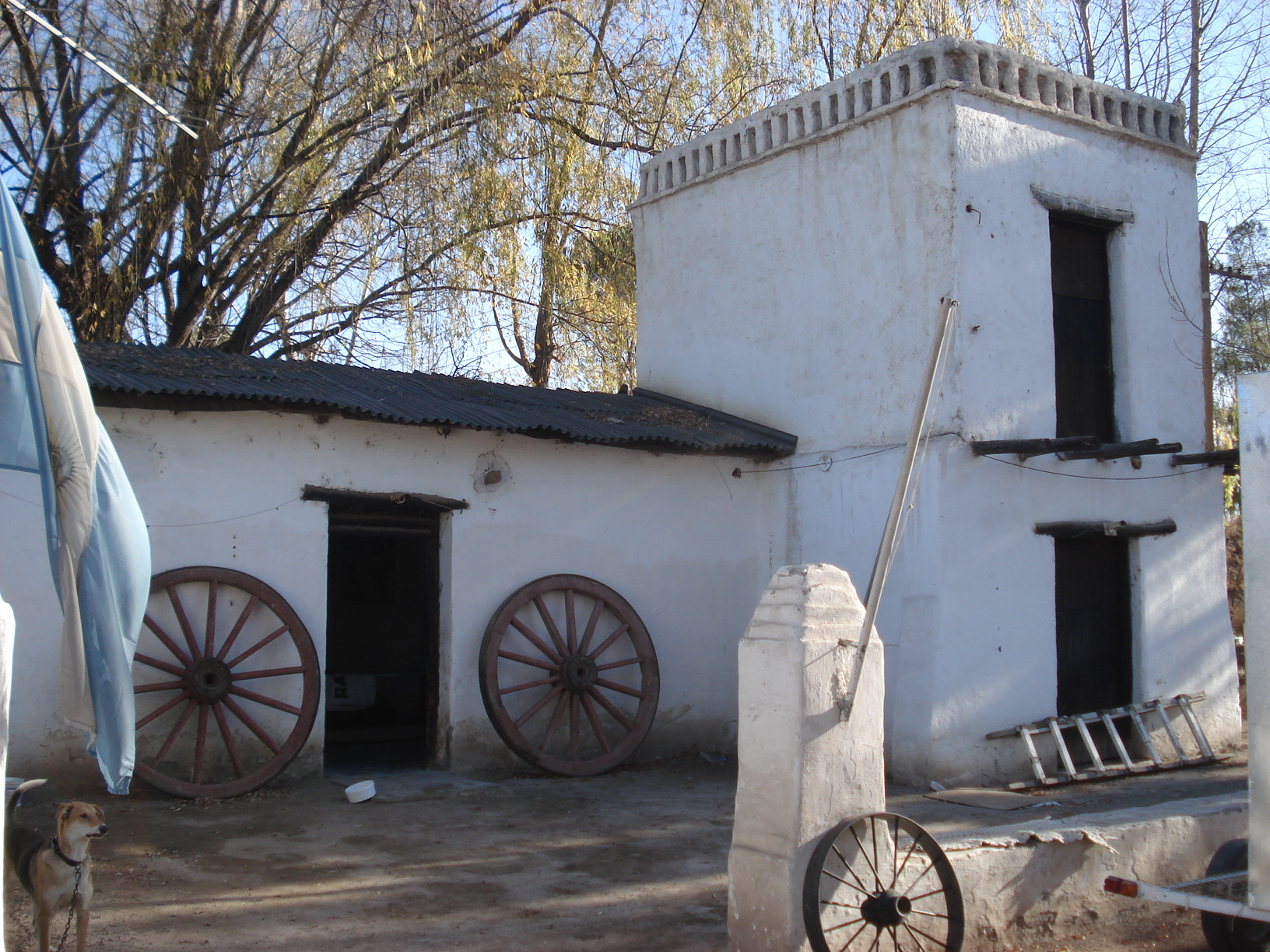
Модель форту у Чиполлетті

Першим поселенням у місцевості, де зараз знаходиться Чиполлетті, був Форт Конфлуенсія (ісп. Fortín Confluencia), створений генералом Лоренсо Вінттером у 1881 році.
Місто було засноване 3 жовтня 1903 року полковником Фернандесом Оро. Початковою назвою поселення була Колонія Люсінда (ісп. Colonia Lucinda).
1899 року до міста було проведено залізницю, а 1904 року збудовано станцію, названу на честь італійського інженера Сезара Чиполлетті, який проводив дослідження водних ресурсів у цій місцевості. Завдяки С. Чиполлетті у місті була збудована ефективна система зрошування і дамба, яка зробила можливим продуктивне сільське господарство у місцевості.
1909 року назву міста було змінено на Чиполлетті.
До 1920-х років у місцевості вирощували переважно люцерну і овочі, але після перших врожаїв фруктів груші і яблука перетворилися на основу економіки міста. У 1940-х роках у Чиполлетті з'явилася велика кількість сільськогосподарських кооперативів.
1969 року було оголошення про зведення мосту і автотраси в обхід Чиполлетті. Це спричинило протестні демонстрації і громадські хвилювання у місті, які отримали назву Чиполлетасо (ісп. Cipolletazo). Заворушення завершилися звільненням губернатора і уряду провінції. Через 2 роки міст і дорогу все ж було збудовано, але це не відбилося на стані і впливі Чиполлетті в регіоні.

## Економіка
Місто Чиполлетті є великим виробником фруктів, здебільшого яблук і груш, і похідних від них (сидру, соку тощо). Велика кількість продукції йде на експорт. Загалом продукція садівництва місцевості становить 80-85% всього виробництва яблук і груш в Аргентині. 2005 року було зібрано 80 250 тон яблук і 70 000 тон груш. Щороку на підприємствах Чиполлетті пакується і консервується 160 тисяч тон фруктів.
Значну вагу мають підприємства харчової промисловості: птахофабрики, фабрика газованих напоїв, хлібзавод і молокозавод.
Загалом у Чиполлетті налічується понад 20 підприємств. Значна частина населення Чиполлетті працює на підприємствах Неукена.
Хоча вирощування фруктів залишається основною галуззю виробництва міста, останнім часом зростає значення інших галузей, зокрема будівельної промисловості, яка завдячує своєму підйому росту населення міста. У Чиполлетті є виробництво цегли, бетону, мармурових виробів, пиломатеріалів, кераміки, мозаїки і вікон. Також у місті є підприємства целюлозно-паперової промисловості.
Також останніми роками у Чиполлетті з'явилася велика кількість установ сфери послуг.
Після спорудження у місті автостанції велика кількість мешканців отримали робочі місця у сфері транспорту і обслуговування перевезень.

## Клімат
Клімат Чиполлетті континентальний, посушливий. Температурам повітря властиві значні коливання протягом року і протягом доби. Середня річна температура 14 °C. Літо тепле, із середньою температурою 24 °C у січні. Зими холодні, середня температура липня 6 °C, можливі нічні заморозки. Снігопади нечасті, у середньому раз на 5 років. Абсолютний максимум температури 42,3 °C, абсолютний мінімум −12,8 °C. Середня вологість повітря протягом року 57%. Восени і взимку часті тумани. Середня річна кількість опадів 191 мм. Переважають західні вітри зі швидкістю у середньому 13 км/год. Навесні часті сильні західні і південно-західні вітри з поривами до 100 км/год.
| Клімат Чиполлетті                                                                    | Клімат Чиполлетті | Клімат Чиполлетті | Клімат Чиполлетті | Клімат Чиполлетті | Клімат Чиполлетті | Клімат Чиполлетті | Клімат Чиполлетті | Клімат Чиполлетті | Клімат Чиполлетті | Клімат Чиполлетті | Клімат Чиполлетті | Клімат Чиполлетті | Клімат Чиполлетті |
| Показник                                                                             | Січ.              | Лют.              | Бер.              | Квіт.             | Трав.             | Черв.             | Лип.              | Серп.             | Вер.              | Жовт.             | Лист.             | Груд.             |                   |
| Середній максимум, °C                                                                | 31,7              | 31,0              | 27,2              | 21,4              | 16,7              | 12,9              | 12,5              | 15,7              | 18,6              | 23,2              | 27,7              | 30,5              |                   |
| Середня температура, °C                                                              | 23,5              | 22,6              | 18,5              | 13,5              | 9,2               | 6,3               | 5,6               | 8,3               | 11,2              | 15,7              | 19,8              | 22,7              |                   |
| Середній мінімум, °C                                                                 | 15,3              | 14,4              | 11,2              | 6,9               | 3,0               | 1,0               | −0,1              | 1,6               | 4,0               | 8,1               | 11,7              | 14,6              |                   |
| Норма опадів, мм                                                                     | 12.7              | 10.0              | 33.2              | 11.3              | 10.1              | 25.1              | 17.8              | 11.2              | 23.8              | 10.7              | 7.9               | 8.9               |                   |
| ------------------------------------------------------------------------------------ | ----------------- | ----------------- | ----------------- | ----------------- | ----------------- | ----------------- | ----------------- | ----------------- | ----------------- | ----------------- | ----------------- | ----------------- | ----------------- |
| Джерело: http://www.smn.gov.ar/?mod=clima&id=30&provincia=Neuqu%E9n&ciudad=Neuqu%E9n |                   |                   |                   |                   |                   |                   |                   |                   |                   |                   |                   |                   |                   |

## Освіта і культура
У Чиполлетті знаходиться достатня кількість навчальних закладів усіх рівнів. Зокрема у місті знаходяться такі виші:
- відділення приватного Університету Флорес (ісп. Universidad de Flores) — факультет архітектури і графічного дизайну[4].
- відділення державного Національного Університету Комауе (ісп. Universidad Nacional del Comahue) — факультети педагогічних наук[5] і медицини[6]

У місті знаходиться Провінційний Музей Чиполлетті, заснований 1971 року. Музей має велику колекцію, присвячену тваринному світу регіону та історії міста, колекцію мінералів.